# Будылка
Будылка (укр. Будилка) — левый приток реки Псёл, протекающий по Лебединскому району (Сумская область).

## География
Длина — 19 км. Используется для технического водоснабжения.
Река течёт с востока на северо-запад. Река берет начало южнее села Калюжное (Лебединский район). Впадает в русло Старый Псёл реки Псёл южнее села Селище (Лебединский район).
Долина трапециевидная. Русло слаборазвитое. В верхнем течении река летом пересыхает. На реке создано несколько прудов. На протяжении всей длины реки пойма очагами заболочена с тростниковой и луговой растительностью.
Крупных притоков нет.

## Населённые пункты
Населённые пункты на реке от истока к устью: Калюжное, Топчии, Куличка, Будилка, Селище.